# Richard Grobham Howe (3e baronnet)
Sir Richard Grobham Howe, 3e baronnet (v.1651-1730), de Little Compton, Withington et Chedworth, Gloucestershire et Great Wishford, Wiltshire, est un propriétaire terrien anglais et un politicien conservateur qui siège à la Chambre des communes anglaise et britannique entre 1679 et 1727.

## Jeunesse
Il est le fils de Sir Richard Grobham Howe (2e baronnet) (en) et de son épouse Lucy St John, fille de Sir John St John, 1er baronnet, de Lydiard Tregoze, Wiltshire. Il s'est inscrit à Christ Church, Oxford le 13 juillet 1667 . Le 12 août 1673, il épouse Mary Thynne, fille de Sir Henry Frederick Thynne, 1er baronnet, de Kempsford, Glocestershire.

## Carrière
Il est élu sans opposition comme député de Hindon aux élections générales de février et août 1679 et siège jusqu'en janvier 1681. Il est réélu sans opposition en tant que député de Tamworth en 1685 et a siégé jusqu'en 1687 .
Il possède un domaine à Chedworth, à six miles de Cirencester, et aux Élections générales anglaises de 1690, il est élu député de Cirencester. Il conserve le siège aux élections générales anglaises de 1695. Il refuse de signer l'Association en février 1696 et s'oppose à la fixation du prix des guinées à 22 shillings en mars. Il vote contre le commandant de sir John Fenwick le 25 novembre 1696. Peu de temps après, il est retiré de la commission de paix du Gloucestershire pour ne pas avoir signé l'Association. Il avait l'intention de se présenter pour le Wiltshire aux Élections générales anglaises de 1698, mais n'a pas pu recueillir suffisamment de soutien. Cependant, il est réélu sans opposition pour le Wiltshire lors de la première élection générale de 1701, puis battu lors d'un scrutin lors de la deuxième élection générale de 1701. Il est réélu comme député du Wiltshire aux Élections générales anglaises de 1702. À la mort de son père le 1er mai 1703, il lui succède comme baronnet. Il a voté pour le Tack le 28 novembre 1704. Aux Élections générales anglaises de 1705, il est réélu pour le Wiltshire et vote contre le candidat à la présidence de la Cour le 25 octobre 1705. Il est réélu tant que Tory aux élections générales britanniques de 1708 et est nommé au comité de rédaction d'un projet de loi visant à empêcher la corruption aux élections du 17 janvier 1709. Il est occupé à régler les affaires complexes de la Compagnie des aventuriers des mines de Sir Humphrey Mackworth et à traiter les plaintes de ses propriétaires et créanciers au Parlement. Il vote contre la destitution du Dr Sacheverell en 1710. Lors des élections générales britanniques de 1710, il est de nouveau réélu en tant que conservateur du Wiltshire et figure sur la liste des "dignes patriotes" qui ont aidé à détecter les erreurs de gestion de l'administration précédente et un "patriote conservateur" qui s'est opposé à la poursuite de la guerre. Il est nommé pour préparer un projet de loi visant à restructurer la Company of Mine Adventurers le 6 avril 1711. Il est de nouveau réélu pour le Wiltshire aux élections générales britanniques de 1713 et soutient le projet de loi sur le commerce français. En 1714, il promeut un projet de loi pour la réparation de plusieurs routes du Wiltshire .
Howe est réélu pour le Wiltshire en 1715 et 1722 et s'oppose constamment aux administrations whig. Il ne s'est pas présenté aux élections générales britanniques de 1727 .
Howe est décédé le 3 juillet 1730 et est enterré à Great Wishford. Il n'a pas d'enfants et laisse ses principaux domaines dans le Wiltshire et le Gloucestershire à son cousin John Howe (1er baron Chedworth) de Somerset .